# Josef från Nasaret

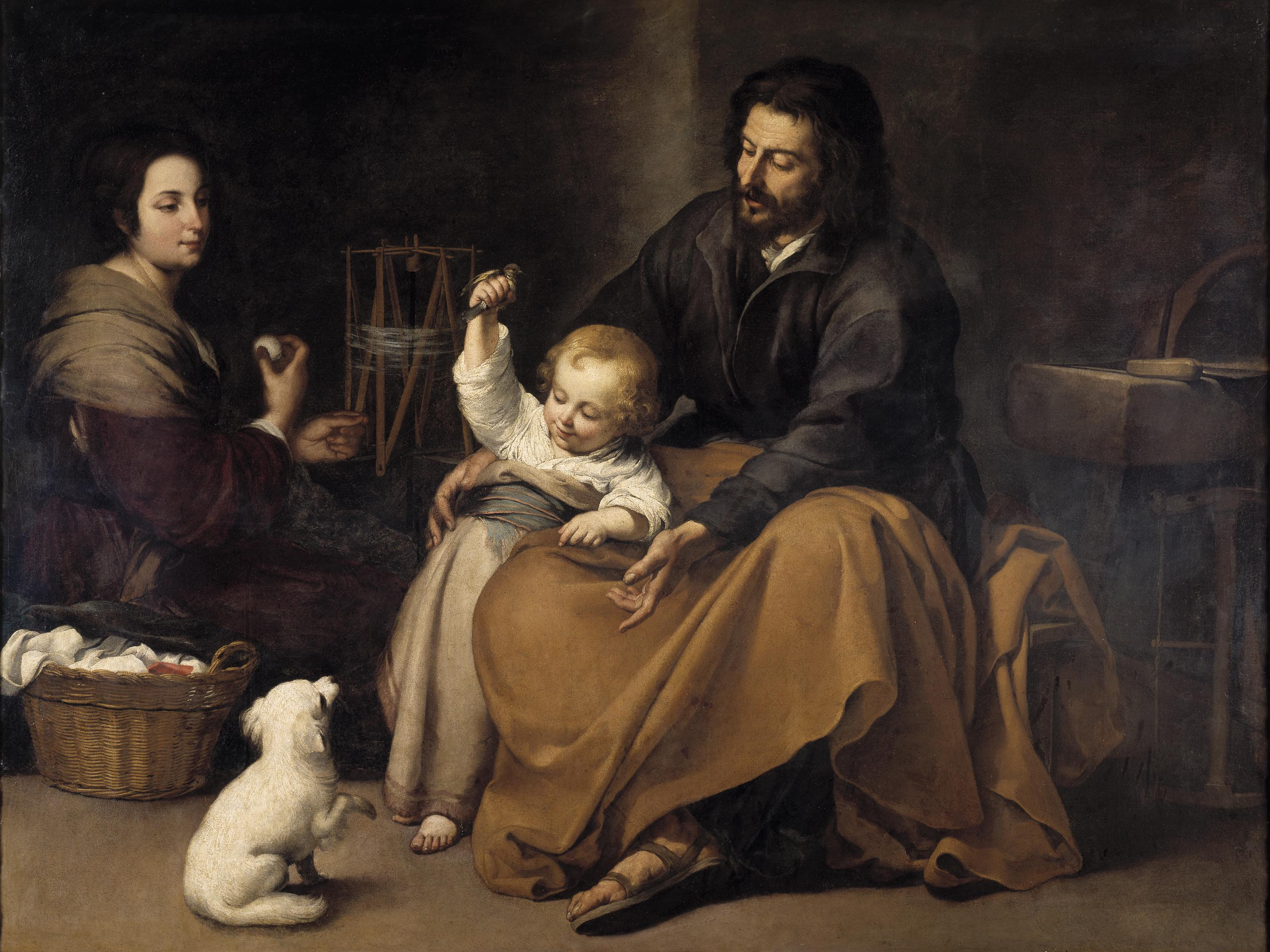
Den heliga familjen med en fågel av Murillo (1645-50).

Josef från Nasaret (hebreiska: יוֹסֵף, även känd som Josef av Davids hus, Josef den Trolovade, S:t Josef eller Josef Arbetaren) är känd från Nya testamentet som Jungfru Marias make och Jesus från Nasarets fosterfar. Även om han enligt kristen tradition inte var Jesu biologiska fader så agerade han som Jesu fosterfar och som Heliga familjens överhuvud. Josef vördas som helgon i den romersk-katolska och östortodoxa kyrkan. Genealogin i Matteusevangeliet ger vid handen att Josefs far hette Jakob men enligt Lukasevangeliet hette hans far Heli. De kanoniska evangelierna låter oss emellertid inte veta när och var Josef föddes och dog. Allt som är känt därifrån är att han ibland levde i Nasaret i Galileen, bodde några år i Betlehem i Judeen och tvingades gå i exil i Egypten.
Josef var en "τεκτων", traditionellt har man uppfattat detta som att han var timmerman eller snickare, även om det grekiska uttrycket är mycket bredare. Det kan inte översättas snävt och rör sig om en hantverkare som i allmänhet arbetar med trä eller med järn och sten. I övrigt finns det väldigt lite information om Josef i evangelierna och inga av hans ord är nedskrivna där. I romersk-katolsk och annan tradition är Josef skyddshelgon för arbetare och har flera festdagar. Han utsågs även till skyddshelgon och beskyddare av den katolska Kyrkan (tillsammans med S:t Petrus) av Pius IX 1870 och är även skyddshelgon för flera länder.

## I de kanoniska evangelierna
Allt som har berättats om Josef i de kanoniska evangelierna ägde rum innan Jesu födelse och under hans barndom.
Till det första finns endast en allusion, trolovningen med Maria, som gjorde henne till Josefs maka enligt judisk lag. Det har klarlagts att de ännu inte levde tillsammans.
Den första händelse som är lite mer detaljerad är Josefs dröm, där han blir tillsagd av en "Guds ängel" att inte endast ta Maria till sin hustru, utan också att ge barnet namnet Jesus, och därigenom ta på sig det lagliga faderskapet. Josef lyder båda befallningarna.
Nästa händelse är Josefs resa från Nasaret till Betlehem för att skattskriva sig, såsom de romerska politiska auktoriteterna krävde. Han har följe med Maria som är långt gången i sin graviditet och som föder Jesus under deras vistelse i Betlehem.
Därefter besöks Josef och hans familj av en grupp herdar som säger att de blivit ledda av en ängel som berättade de goda nyheterna för dem och dess implikationer.
Åtta dagar senare, vid pojkens omskärelse, ger Josef honom namnet Jesus – som han hade blivit tillsagd av ängeln – och tar således på sig det lagliga faderskapet.
Efter att den mosaiska reningen efter födseln var färdig, tar Josef med sig Maria och Jesus till templet i Jerusalem för att offra de offergåvor som krävs vid den förstfödde sonens födsel. Vid samma tid mottog de välsignelsen av den "rättfärdige mannen" Symeon och lyssnade till hans och profetissan Hannas ord – två människor som ivrigt inväntar sitt lands frälsning och nu uppfattar betydelsen av det barn de har framför sig.

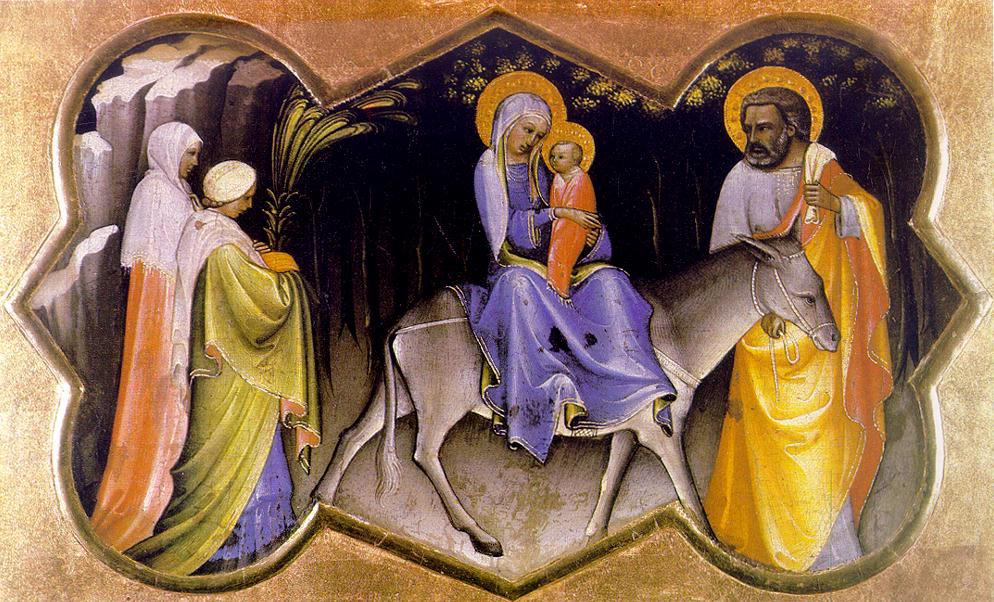
Josef leder Maria och Jesus till säkerheten i Egypten (se Matt 2:13-15), i avbildning av Lorenzo Monaco (1405).

Nästa händelse som berättas är när Josef, i samband med besöket av de visa männen från öster, får en uppenbarelse av en ängel om Herodes planer på att mörda Jesus och beordras att rädda pojken genom att ta honom och hans moder till Egypten, vilket han också gör omedelbart.
När Herodes väl har dött berättar ängeln i en dröm att Josef ska återvända till Israel med Jesus och hans moder; men när Josef får veta att Herodes har efterträtts av Herodes Archelaus och oroar sig på grund av dennes dåliga rykte blir han i ytterligare en dröm vägledd till Galileen. Så tar Josef modern och barnet till Nasaret och bosätter sig där.
Den sista händelsen där Josef är närvarande som beskrivs i evangelierna är familjens påskbesök till templet i Jerusalem när Jesus är ungefär tolv år gammal och således i slutet av hans barndom.
De kanoniska evangelierna är tysta om de kommande decennierna av Jesu familjeliv. De återupptar narrationen vid Johannes Döparens, och senare Jesu, offentliga tjänst. Men dessa berättelser hänvisar endast till Jesu moder Marias närvaro och inte Josefs.

## I apokryfa anekdoter

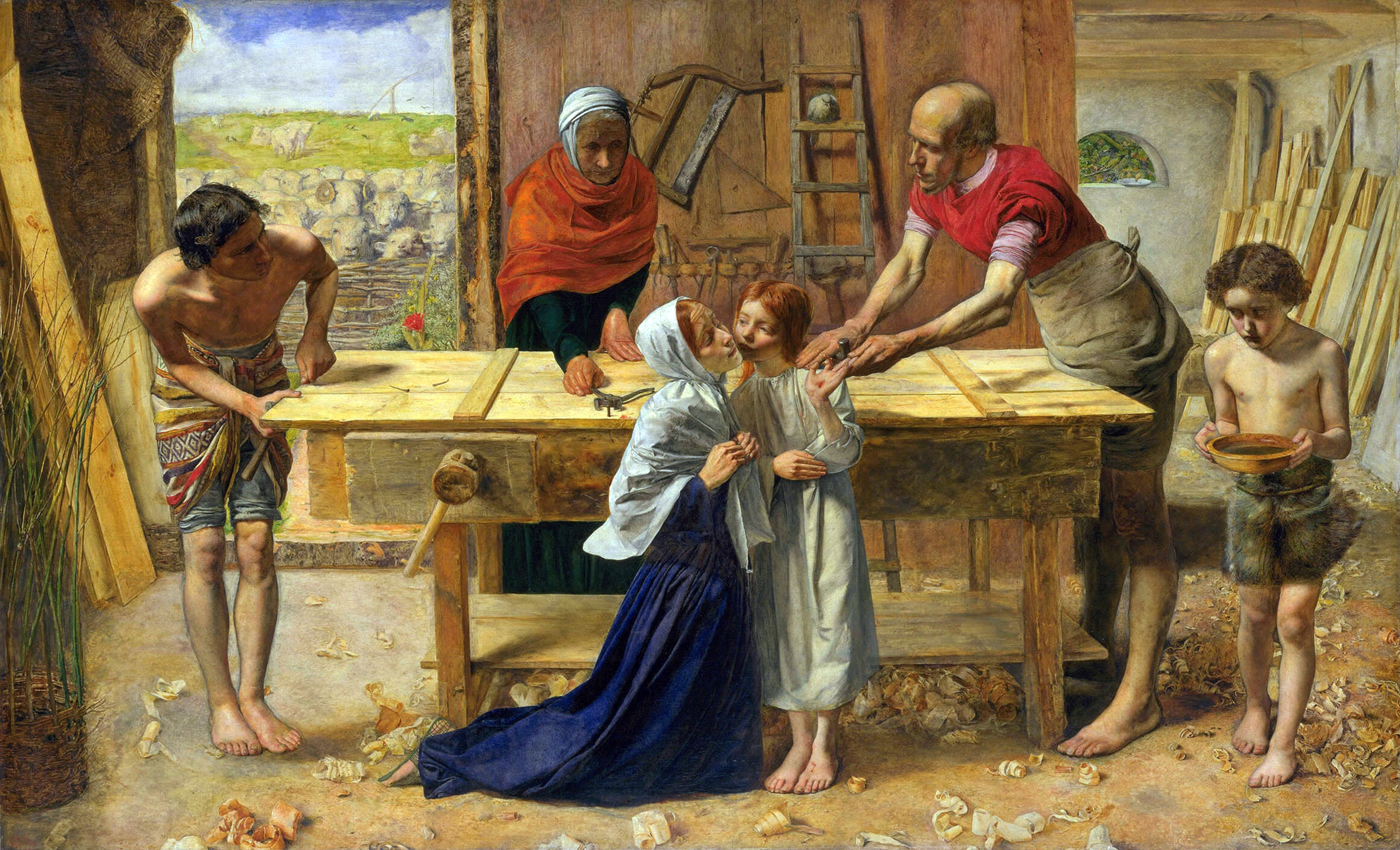
Jesus i sina föräldrars hus, av John Everett Millais.

Apokryfa källor utvidgar ibland de korta kanoniska evangeliernas berättelser. Således beskriver de hur Jesus arbetade sida vid sida med Josef i hans snickarverkstad i Nasaret och ibland hur han stannade med Josef medan denne arbetade. De berättar också hur Josef fattade ett viktigt beslut när han fick reda på att Maria var gravid innan deras äktenskap hade fullbordats och istället för att låta henne stenas till döds av stadsbefolkningen tog henne i beskydd. I vissa katolska traditioner beskrivs Josef dö i Jesus och Marias armar.
I de kanoniska evangelierna beskrivs Jesus som broder till Jakob, Joses (Matteusevangeliet stavar det Josef, Markusevangeliet stavar det Joses), Judas och Simon och till ett antal systrar vars namn inte nämns. Den östortodoxa kyrkan lär att Josef var änkeman och att dessa bröder och systrar var barn från hans första äktenskap. Denna version berättas i den apokryfa Josef snickarens historia som kallar den äldsta brodern för Justus och systrarna för Assia och Lydia, men nämner inte hustrun. Efter hustruns död trolovas den då 90-åriga Josef med den 12-åriga jungfrun Maria. Två år senare gifter de sig. Josef dör sedan 111 år gammal.  Den katolska traditionen, såsom helige Jerome och kyrkofäderna lärde, lär att ordet broder under biblisk tid hade en vidare betydelse än den vi lägger i ordet idag och inkluderade även kusiner och ännu mer avlägsna släktingar.
Den romersk-katolska traditionen är klar på att dessa "bröder och systrar" är Kristi kusiner och betonar även starkt att Josef förblev celibatär i sitt äktenskap med Maria. Vissa protestantiska samfund (bl.a. många evangelikala protestantiska traditioner) har numera inga starka uppfattningar i frågan.

## I konsten

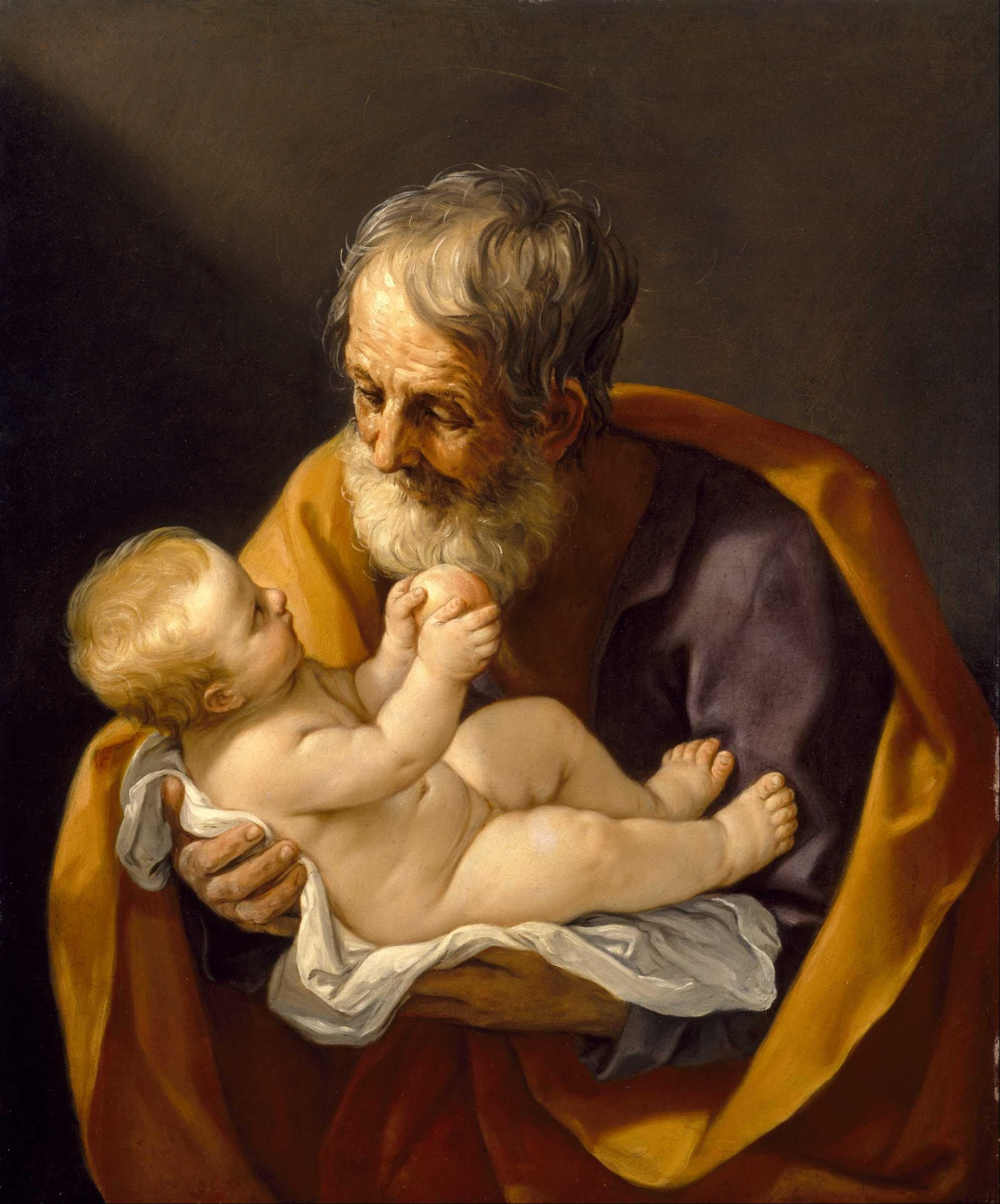
Josef från Nasaret med lille Jesus i famnen, av Guido Reni, 1640.

Fram till 1600-talet brukar Josef framställas som en äldre man med grått hår, ofta med begynnande flint. Han får en plats i bakgrunden i förhållande till Jesus och Maria och framställs som passiv utom i flykten till Egypten. 
Det finns ett antal bilder inom konsthistorien som framställer Josef från Nasaret som en kärleksfull far, som håller den lille Jesus i famnen. Några av de framställer honom som ung. Senare bilder, särskilt inom barockmåleriet, avbildar oftast Josef som gammal. Josef framställs oftast med ett skägg, inte enbart på grund av den rådande judiska seden, utan också på grund av att senare litteratur tenderar att framställa honom som en mycket gammal man vid bröllopet med Maria – även om evangelierna inte säger något om hans ålder. Ibland framställs han även som svag och med artrit i fingrarna och en skarp näsa.